# Сережихинский сельсовет
Сережихинский сельсовет — низшая административно-территориальная единица на территории современного Заринского района Алтайского края России.
После упразднения в 1953 году территория включена в состав Хмелевского сельсовета.
Административный центр — пос. Сережиха.
Проживали эстонцы.

## История
К 1928 году в составе Чумышского района Барнаульского округа Сибирского края.
В 1938 году Сережихинский эстонский национальный сельсовет был преобразован в Сережихинский сельсовет.
В 1953 году Сережихинский сельсовет Сорокинского района был упразднён.

## Население
К 1938 году население составляло 826 человек, из которых эстонцев было 535 (65 %).

## Состав
- пос.Сережиха
- д. Лебедиха

## Инфраструктура
Действовали колхозы «Уус-Кюла» (с эст. Uusküla — Новое село), «Красный ключ», «Тайга» и «Роза Люксембург».
В 1932 году в сельсовете вели заготовки льноволокна и пеньки.